# Poa herjedalica
Poa herjedalica là một loài thực vật có hoa trong họ Hòa thảo. Loài này được Harry Sm. miêu tả khoa học đầu tiên năm 1920.